# Bressolles (Allier)
Bressolles ist eine französische Gemeinde mit 1.141 Einwohnern (Stand: 1. Januar 2022) im Département Allier  in der Region Auvergne-Rhône-Alpes. Sie gehört zum Kanton Souvigny im Arrondissement Moulins. Die Einwohner werden Bressollois genannt.

## Lage
Die Gemeinde Bressolles liegt im Norden der Auvergne in der historischen Provinz Bourbonnais etwa vier Kilometer südsüdwestlich des Stadtzentrums von Moulins am Ufer des Flusses Allier, der die Gemeinde im Osten begrenzt. Hier mündet das Flüsschen Veines in den Allier. Nachbargemeinden von Bressolles sind Neuvy im Norden, Moulins im Nordosten, Toulon-sur-Allier im Osten und Südosten, Chemilly im Süden, Besson im Süden und Südwesten, Souvigny im Westen sowie Coulandon im Nordwesten.

## Bevölkerungsentwicklung
| Jahr                       | 1962 | 1968 | 1975 | 1982 | 1990 | 1999 | 2006 | 2015 | 2022 |
| Einwohner                  | 519  | 596  | 783  | 881  | 957  | 962  | 1035 | 1081 | 1141 |
| Quellen: Cassini und INSEE |      |      |      |      |      |      |      |      |      |

## Sehenswürdigkeiten

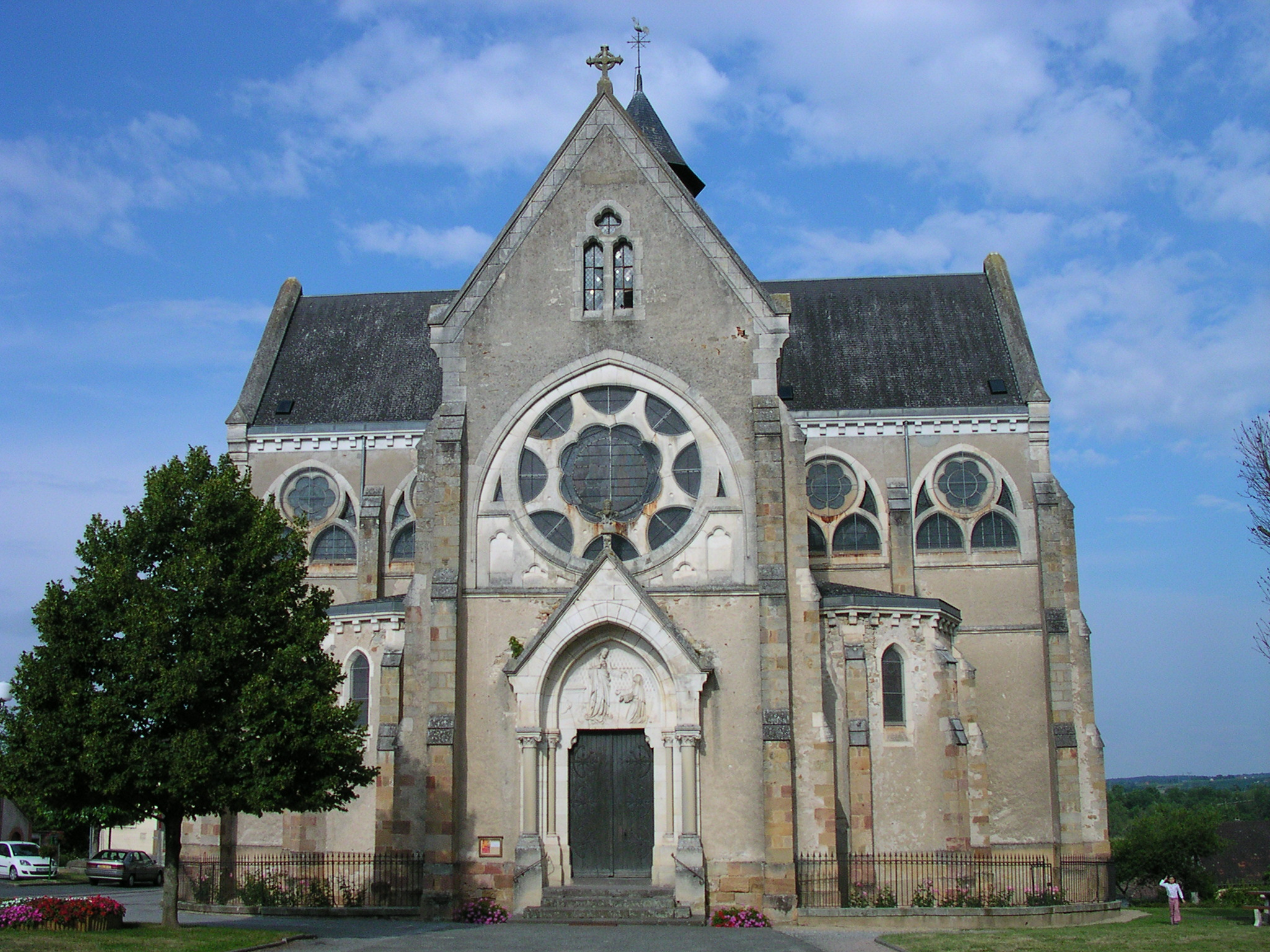
Kirche Sacré-Cœur
- Schloss Bressolles

- Kirche Sacré-Cœur